# گذرنامه آرژانتینی
گذرنامهٔ آرژانتینی یک مدرک سفر بین‌المللی است که توسط کشور آرژانتین صادر می‌شود و بنا بر داده‌های سال ۲۰۲۳، دارندگان آن می‌توانستند به ۱۷۳ کشور دیگر بدون دریافت ویزا سفر کنند یا ویزا را در بدو ورود دریافت نمایند. این گذرنامه بر اساس رتبه‌بندی شاخص گذرنامهٔ هنلی در سال ۲۰۲۳ در رتبهٔ ۱۸ قرار داشت.